# Туман

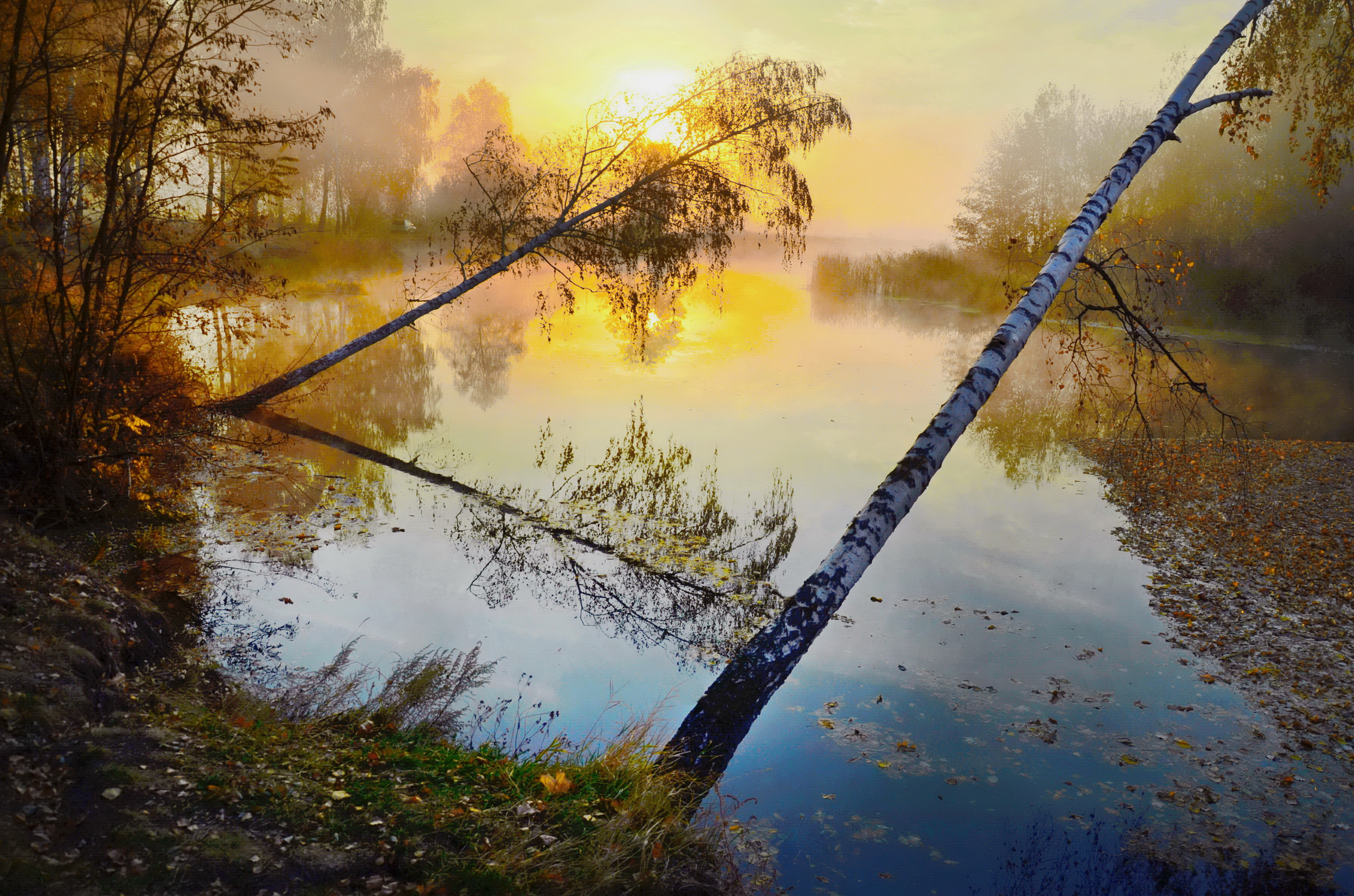
Світанковий туман в жовтні

Тума́н — атмосферне явище (атмосферні опади — це вода в рідкому і твердому стані, що випадає з хмар, а також та, яка виділяється з повітря на земну поверхню). Вони поділяються на: рідкі і тверді), що полягає у скупченні продуктів конденсації водяної пари (дрібних крапель води, кристалів льоду або їхньої суміші), застиглих у повітрі безпосередньо над земною поверхнею, у приземному шарі атмосфери. До рідких опадів належать дощ, роса, туман, а до  твердих — сніг, град, іній.Туман викликає помутніння повітря, що зменшує горизонтальну видимість до 1 км і менше. 
Тумани з водяних крапель спостерігаються головним чином за температури повітря вище −20 °C, але можуть траплятися навіть за температури нижче −40 °C. За температури нижче −20 °C переважають крижані тумани. У горах тумани неможливо відрізнити від хмар, тому про явище туманів мовлять стосовно рівнинних територій.
Тумани в населених пунктах бувають частіше, ніж поза ними. Цьому сприяє підвищений уміст гігроскопічних ядер конденсації (пилу, кіптяви тощо) в міському повітрі.

## Класифікація

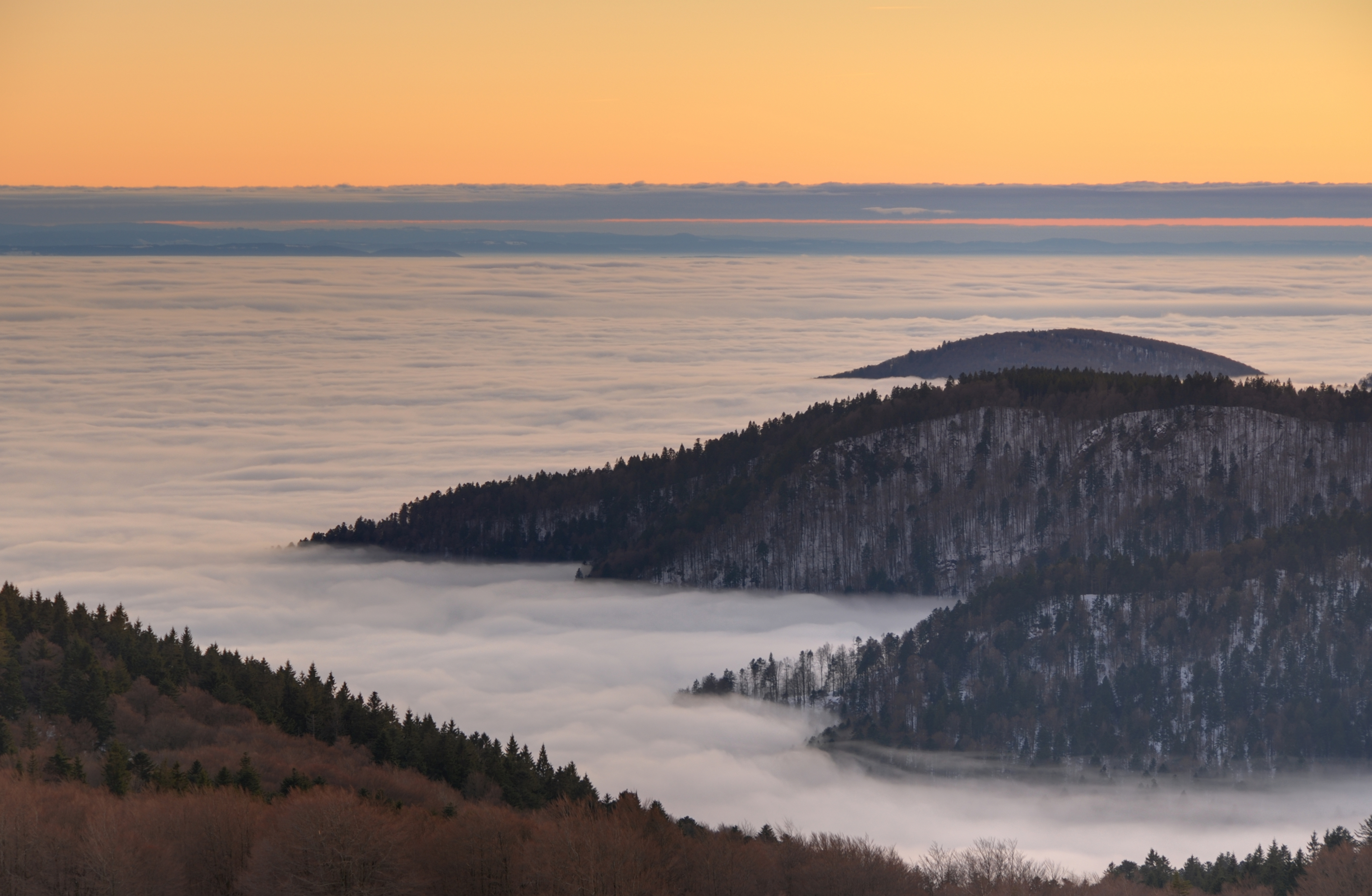
Туман у долині річки Саворуз на заході сонця, вид з гори Баллон д'Альзас, Бельфор, Франція

За способом утворення тумани поділяються на два види:
- Тумани охолодження — виникають через конденсацію водяної пари під час охолодження повітря нижче точки роси.
- Тумани випаровування — є парами з теплішої поверхні, що випаровуються в холодне повітря над водоймами та вологими ділянками суходолу.

Крім того, тумани розрізняють за синоптичними умовами виникнення:
- Внутрішньомасові — виникають в однорідних повітряних масах:
  - адвективні — виникають унаслідок охолодження теплого вологого повітря;
  - радіаційні — утворюються внаслідок охолодження земної поверхні.
- Фронтальні — виникають на межі атмосферних фронтів[1].

Серпанок (димка) — дуже слабкий туман. У серпанку видимість становить кілька кілометрів.

### Внутрішньомасові тумани
Внутрішньомасові тумани переважають у природі, вони як правило є туманами охолодження. Їх поділяють на кілька типів:
- Радіаційні тумани — виникають унаслідок радіаційного охолодження земної поверхні та маси вологого приземного повітря до точки роси[3]. Зазвичай, радіаційний туман виникає вночі в умовах антициклону за безхмарної погоди та легкого бризу[2]. Часто радіаційний туман виникає в умовах температурної інверсії, що перешкоджає підйому повітряної маси. Після сходу сонця радіаційні тумани, як правило, швидко розсіюються[3]. Однак у холодну пору року в стійких антициклонах вони можуть зберігатися й удень, іноді багато діб поспіль. У промислових районах може виникнути крайня форма радіаційного туману — смог[3].
- Адвективні тумани — виникають унаслідок охолодження теплого вологого повітря під час його руху над холоднішою поверхнею води чи суходолу[3]. Їхня інтенсивність залежить від різниці температур між підстиланою поверхнею та повітрям, і від вмісту вологи у ньому. Ці тумани можуть розвиватись як над морем, так і над суходолом й охоплювати величезні простори, в окремих випадках до сотень тисяч км². Адвективні тумани, зазвичай, виникають за похмурої погоди і найчастіше у теплих секторах циклонів[3]. Вони стійкіші за радіаційні, і часто не розсіюються вдень, навіть за наявності слабкого вітру[2].
  - Морський туман — адвективний туман, що виник над морем під час перенесення холодного повітря на теплу воду. Цей туман є туманом випаровування. Ці тумани часті, наприклад, в Арктиці, коли повітря потрапляє з льодового покриву на відкриту поверхню моря[3].

### Фронтальні тумани
Фронтальні тумани утворюються поблизу атмосферних фронтів і рухаються разом із ними. Насичення повітря водяною парою відбувається внаслідок випаровування опадів, що випадають у зоні фронту. Деяку роль у посиленні туманів перед фронтами відіграє зниження атмосферного тиску, що створює незначне адіабатичне зниження температури повітря.

### Сухі тумани

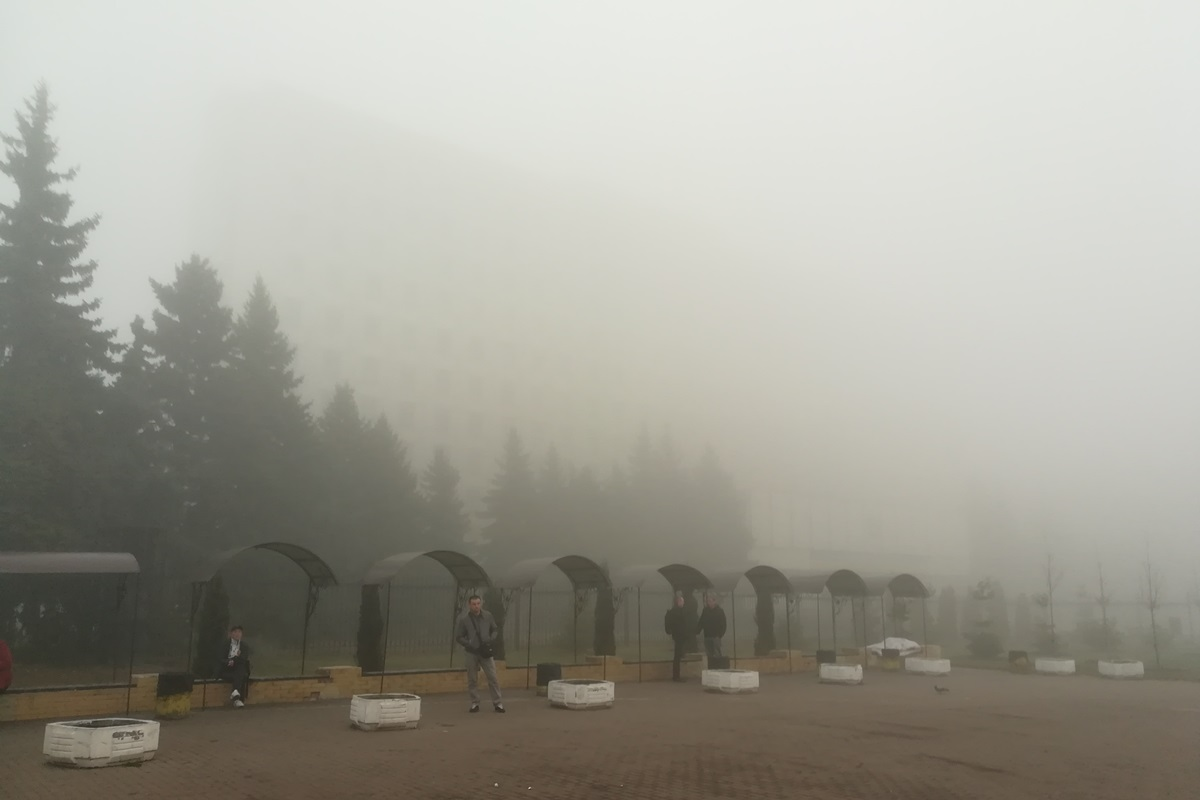
Будинок Центральної виборчої комісії, м. Київ, у сильному тумані в жовтні 2019 року

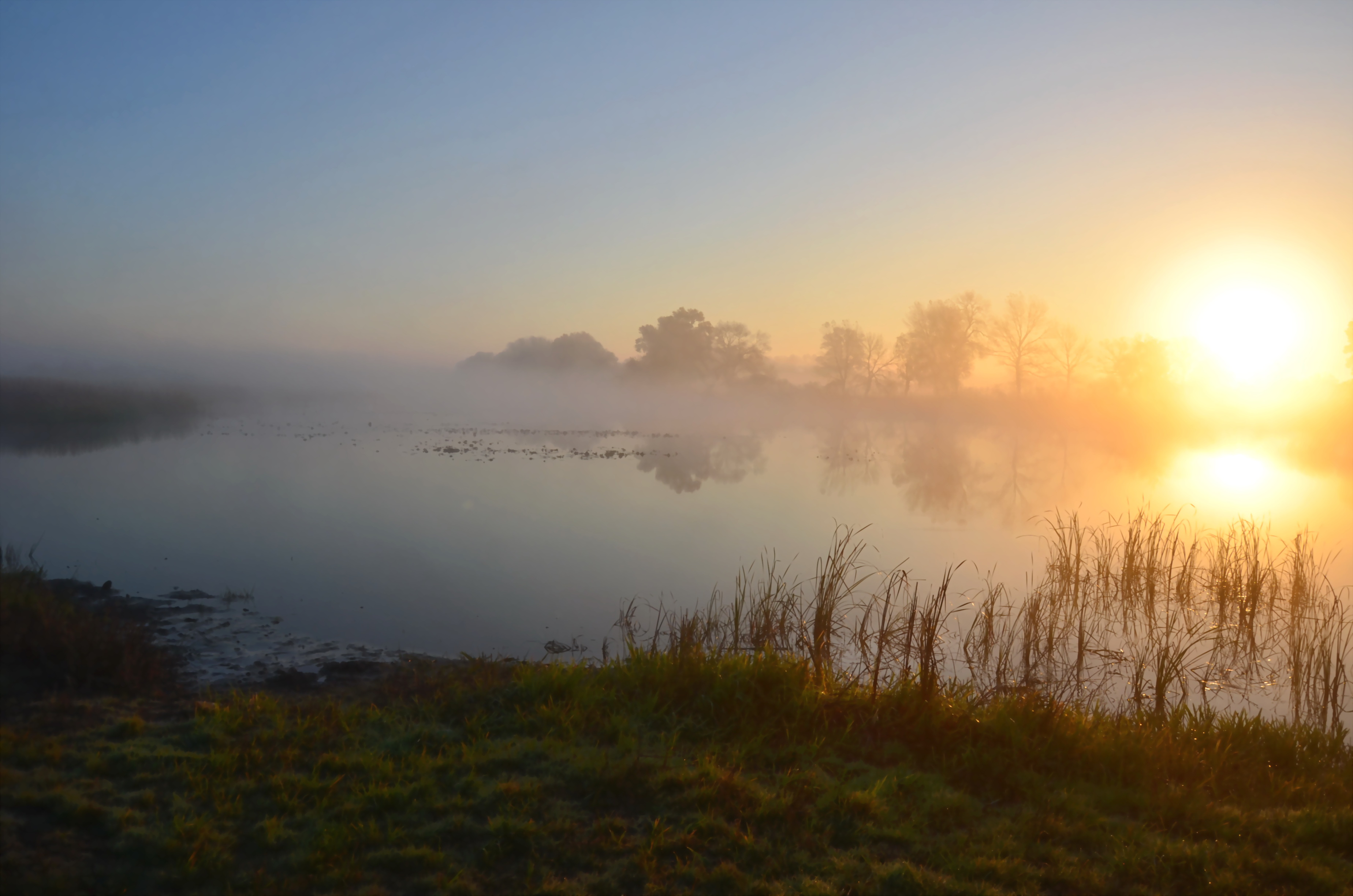
Туманний ранок на Орелі

До туманів також відносяться так звані сухі тумани (помоха, імла), у цих туманах частками є не вода, а дим, кіптява, пил тощо.
Найчастішою причиною виникнення сухих туманів є дим лісових, торф'яних чи степових пожеж, степовий лісовий чи піщаний пил, що піднімаються вітром на значні відстані, а також викиди промислових підприємств.
Нерідке змішання сухих та вологих туманів — такі тумани складаються з водяних часток разом і великими масами пилу, диму й кіптяви. Це — так звані брудні, міські тумани, що є наслідком присутності в повітрі твердих часток, що викидають фабричні та димові труби.

## Характеристики
Показник водність туману використовується для характеристики туманів, він визначає загальну масу водяних крапель в одиниці об'єму туману. Водність туманів зазвичай не перевищує 0,05-0,1 г/м³, але в окремих щільних туманах може досягати 1-1,5 г/м³. З туманів можуть випадати гідрометеори: мряка, ожеледь, паморозь.
Крім водності, на прозорість туману впливає розмір часток, що його утворюють. Радіус крапель туману 1-60 мкм, а більшість крапель має радіус 5-15 мкм за додатної температури повітря і 2-5 мкм за від'ємної. У слабких туманах кількість крапель у 1 см³ повітря не перевищує 100, у густих — до 500—600.

## Тумани у світі
Найбільша кількість туманних днів — 120 на рік — спостерігається на острові Ньюфаундленд в Атлантичному океані. На цій ділянці зустрічаються тепла течія Гольфстрим та холодна Лабрадорська течія.
У другій половині XIX та першій половині XX століть своїми туманами був відомий Лондон. Після того, як у 60-ті роки XX століття було заборонене вугільне опалення будинків, кількість та густота туманів зменшилася в кілька разів, і зараз таких туманів не спостерігається.

### Тумани в Україні
У середині 1-го тисячоліття до н. е. давньогрецький поет Гомер, автор «Іліади» та «Одисеї», описував Кімерію, як надзвичайно туманну область. Це свідчить, що клімат України в ті часи був набагато вологішим. Але й у сучасній Україні зустрічаються густі тумани. Найчастіше їх можна зустріти на Донецькому кряжі, одного разу там було зафіксовано випадок, коли туман безперервно утримувався впродовж 108 годин.

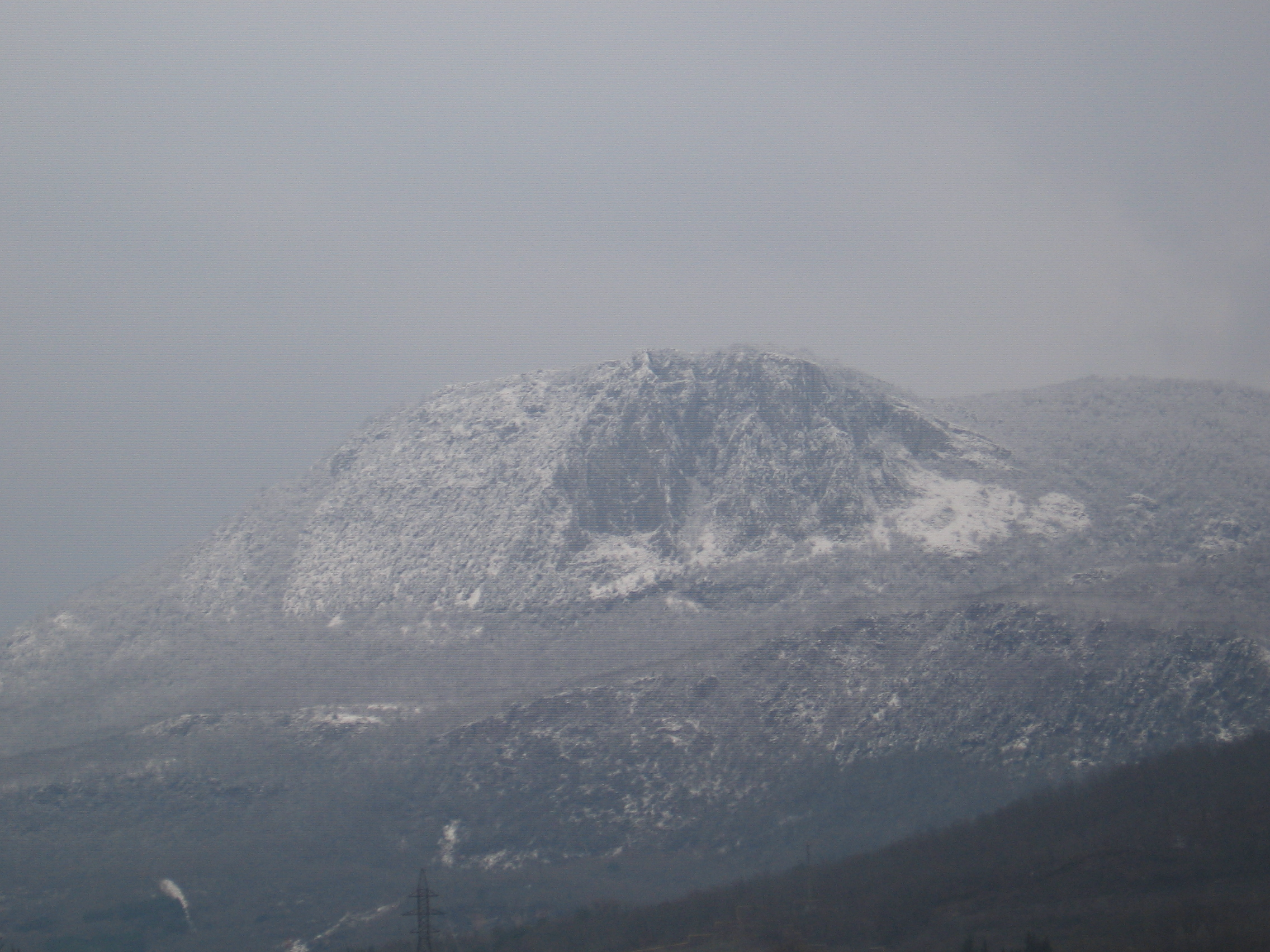
Туман у Кримських горах
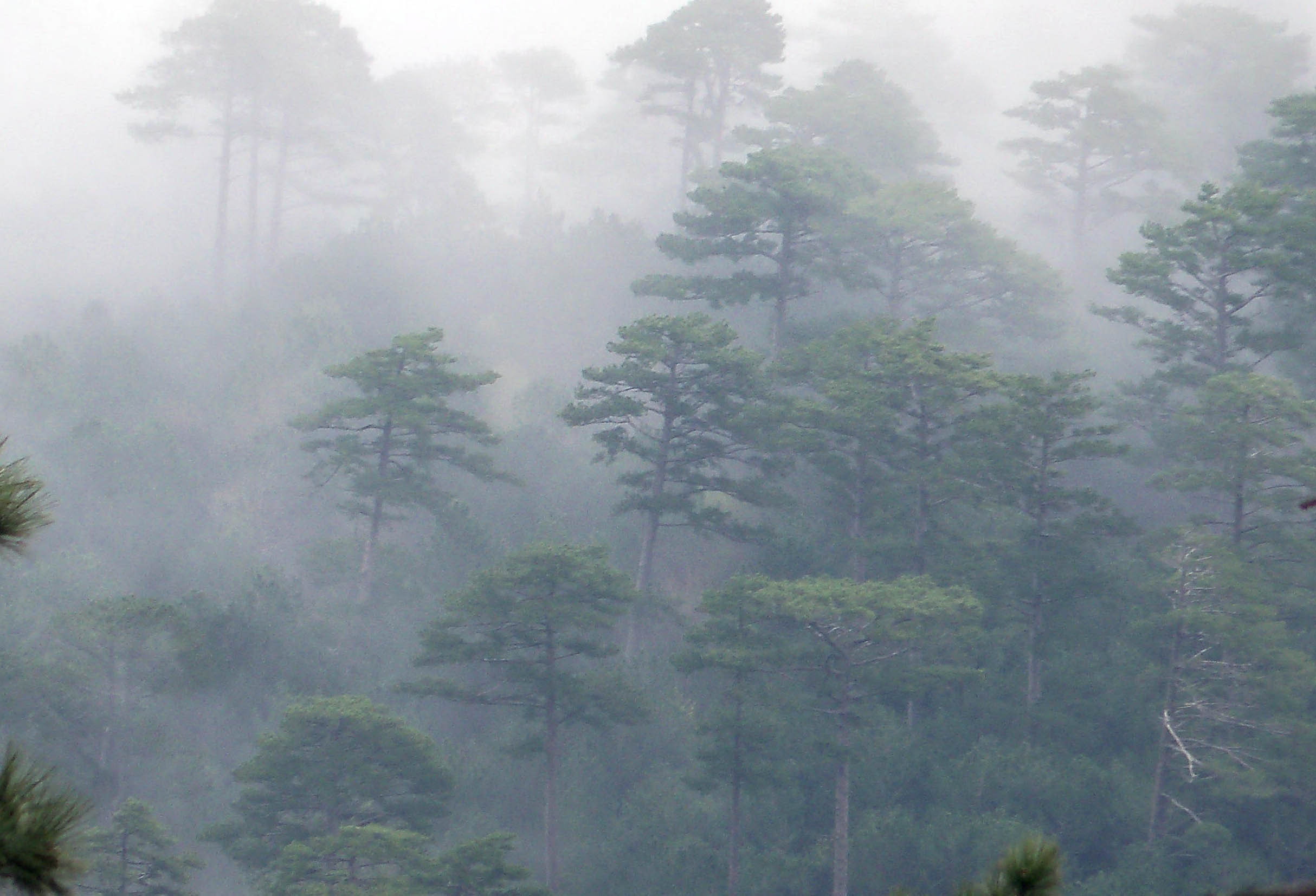
Туман у Кримських горах
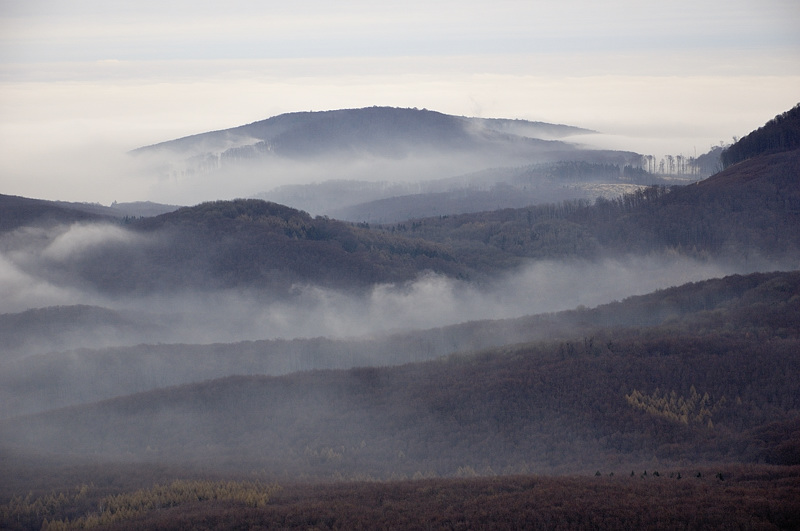
Туман у Карпатах
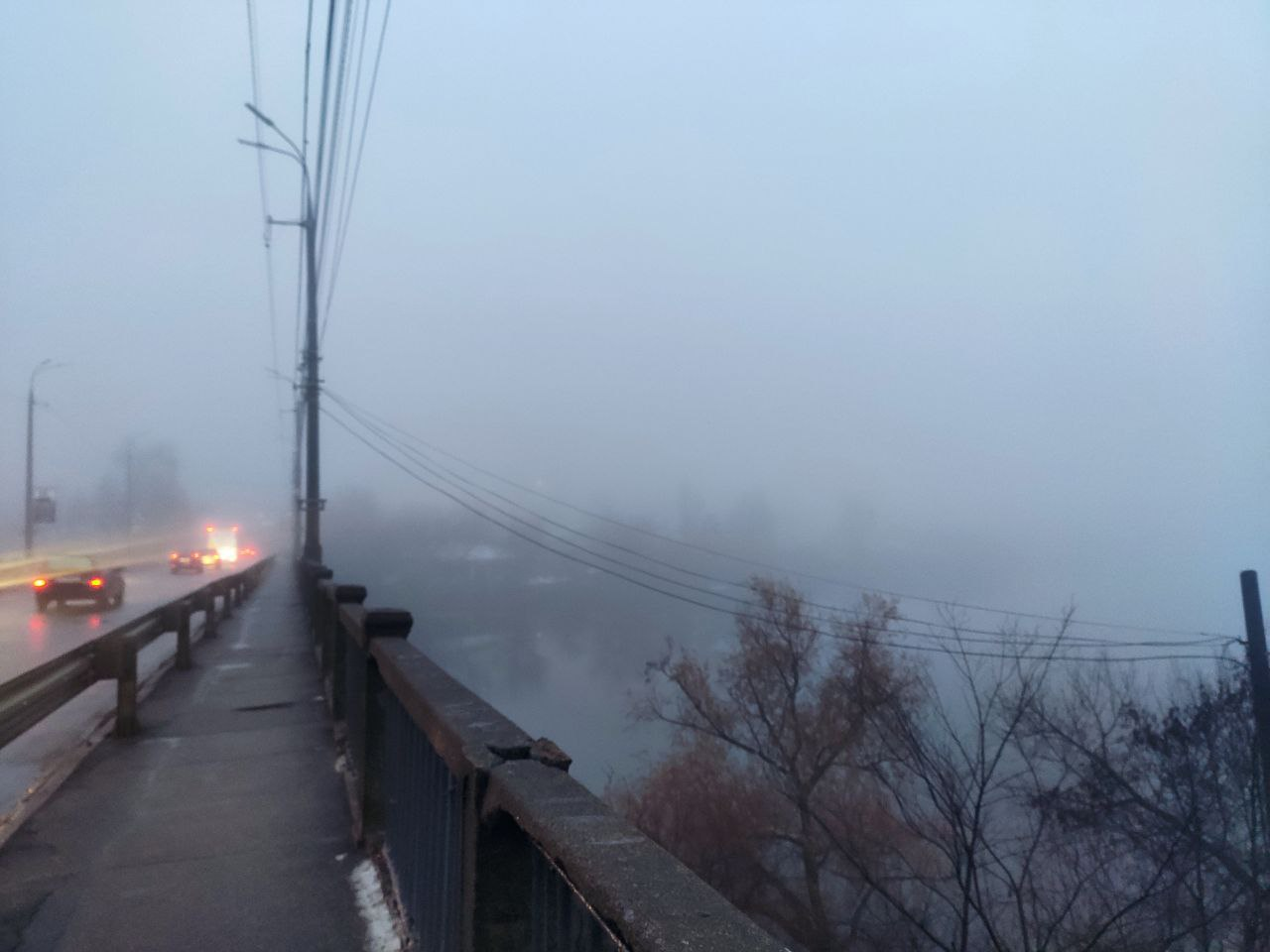
Туман у Вінниці
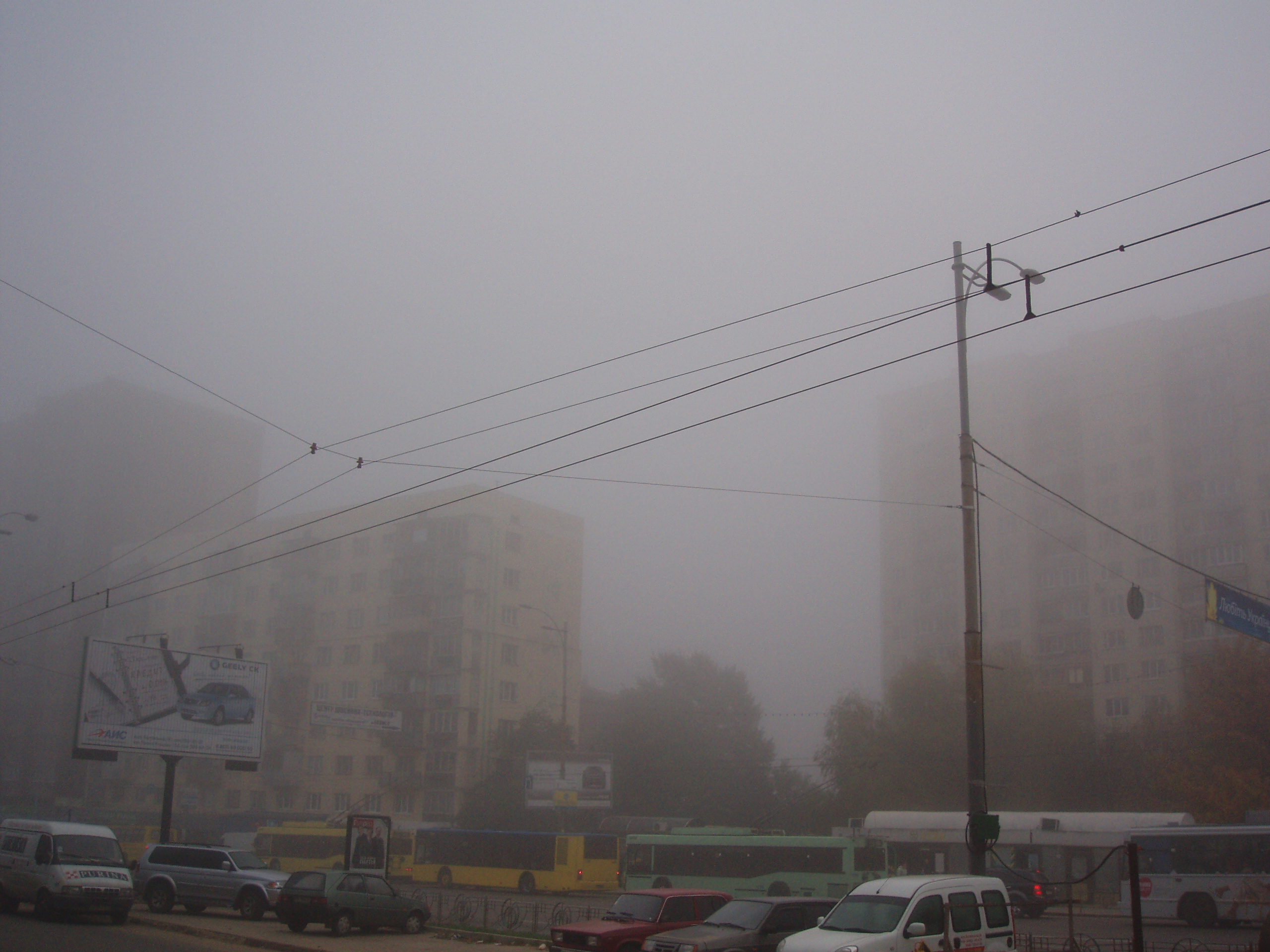
Туман у Києві
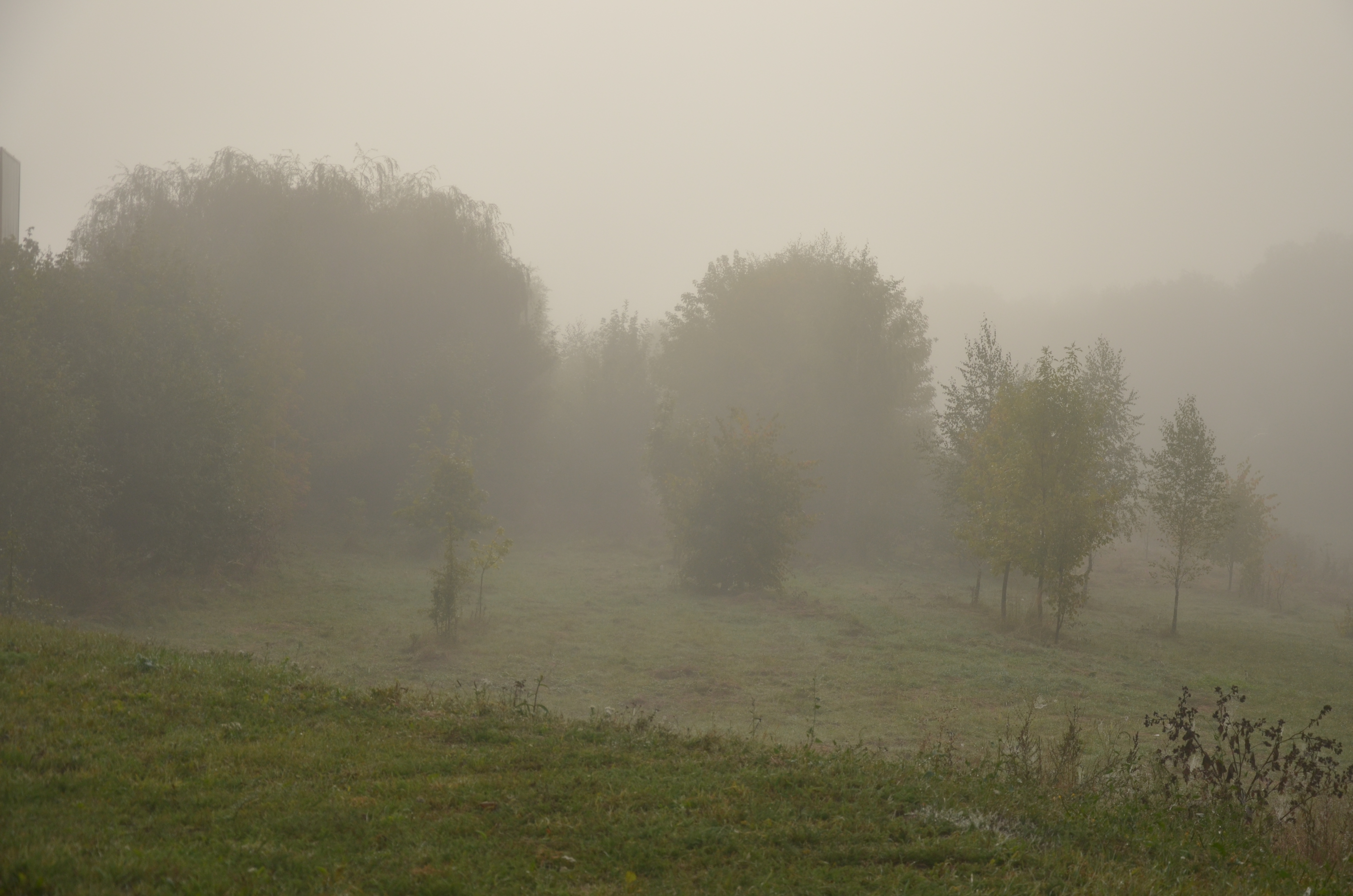
Туман у Хмельницькому
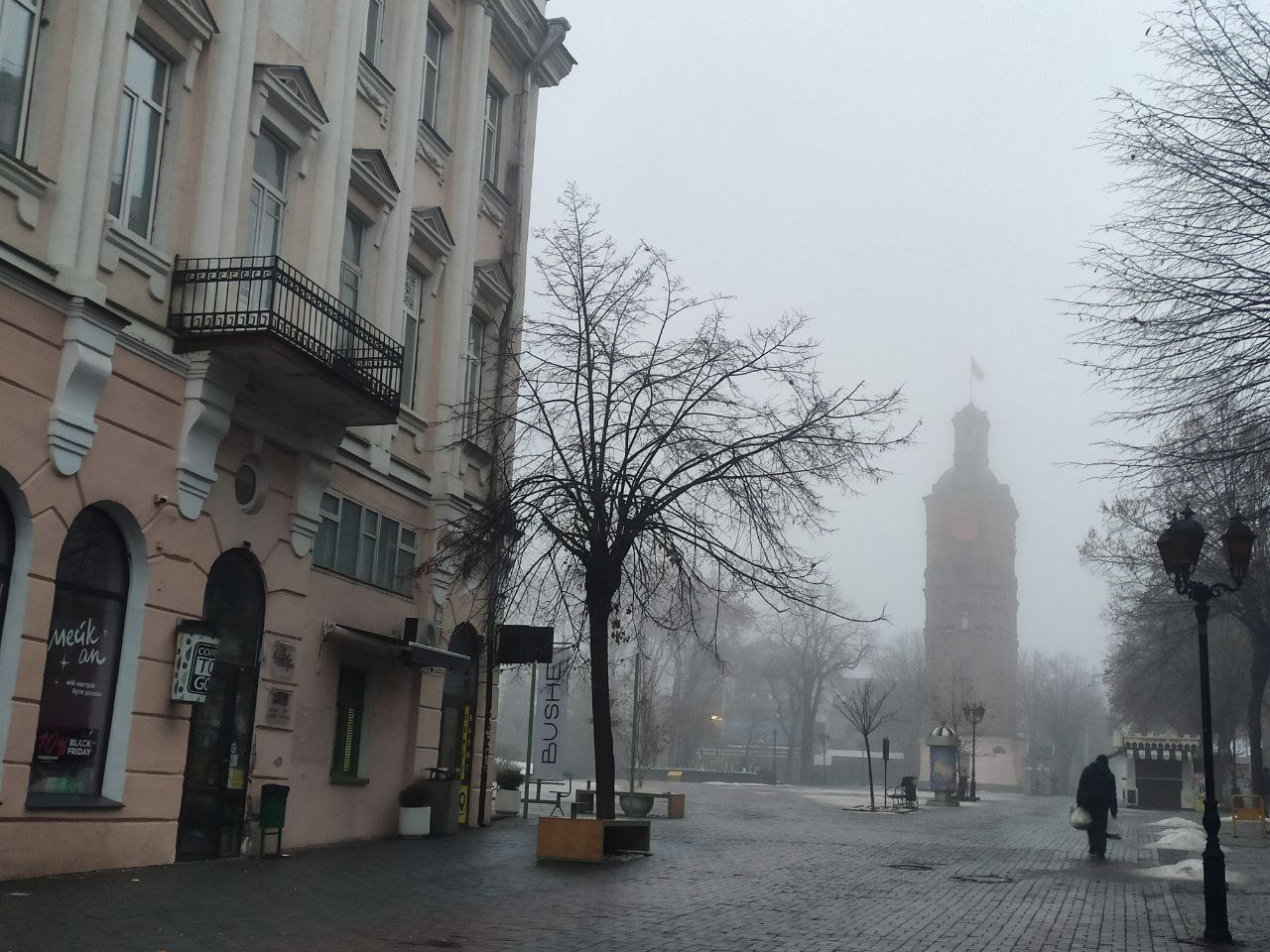
Туман у Вінниці
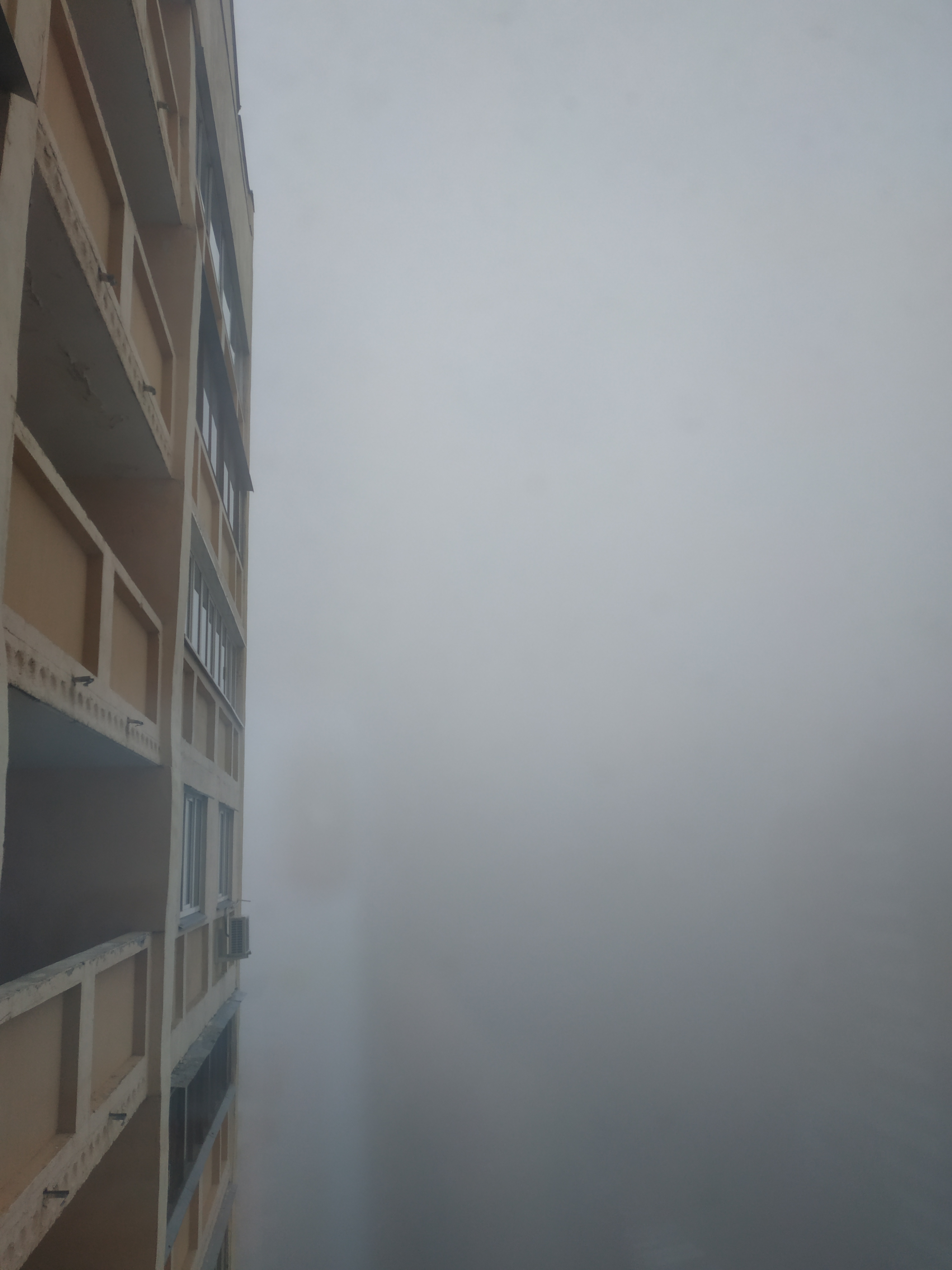
Туман із вікна
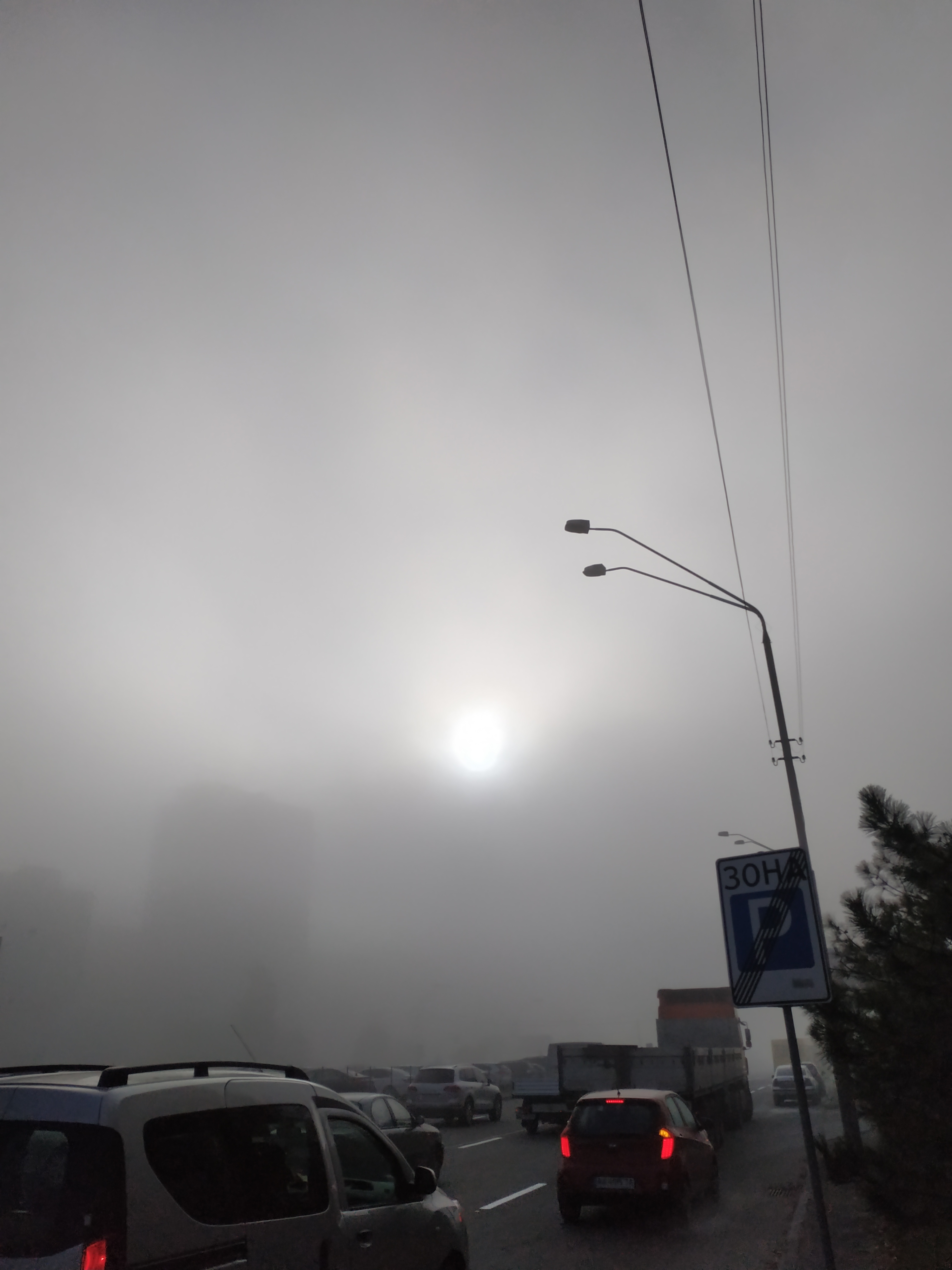
Туман в Києві

У містах України показники туманності такі:
- у Києві туман найчастіше спостерігається з жовтня по квітень, проте радіаційний туман може формуватися і влітку. На жовтень–березень припадає 80 % випадків туманів. У річному ході найбільша кількість днів з туманом припадає на листопад і грудень (в середньому — по 7 днів). У середньому за рік фіксується 35 днів з туманом, проте в окремі роки можливі суттєві відхилення від цього значення. Наприклад, в 1966 р. спостерігалося 79 днів з туманом, у 1975 р. — 17 днів. У середньому — в холодний період туман триває 7 годин, у теплий — 4 години. Проте, наприклад, у 1987 р. з 12 по 15 лютого туман спостерігався протягом 73 годин[5],
- у Харкові відповідно 59 (42 — листопад — березень),
- у Сімферополі — 66 (46 із них у період між листопадом та березнем).

## Господарське значення
Тумани створюють несприятливі умови для наземного, водного й, особливо, авіаційного транспорту, через що науково-дослідні інститути розробляють і впроваджують різні методи розсіювання туманів. Штучне створення туманів використовується в наукових дослідженнях, хімічній промисловості, теплотехніці та інших галузях.